# Martín V
Martín V (en latín: Martinus PP. V), de nombre secular Oddone Colonna (Genazzano, 25 de enero de 1369-Roma, 20 de febrero de 1431) fue el papa 206.º de la Iglesia católica, entre 1417 y 1431.

## Biografía
Oddone era hijo de Agapito Colonna y Caterina Conti, lo que le convertía en miembro de una de las familias aristocráticas romanas más antiguas y con mayor influencia de su época.
Estudió en la Universidad de Perugia, tras lo cual entró en la curia romana, donde en 1402 fue nombrado cardenal diácono de San Jorge por Bonifacio IX, y fue uno de los cardenales que huyó de Lucca, donde los había recluido el papa Gregorio XII, para organizar el Concilio de Pisa en que tomará parte en la elección de Alejandro V y de Juan XXIII, como medio para reconciliar a las Iglesias de Aviñón y Roma y acabar así con el Cisma de Occidente.

## Pontificado

### Elección

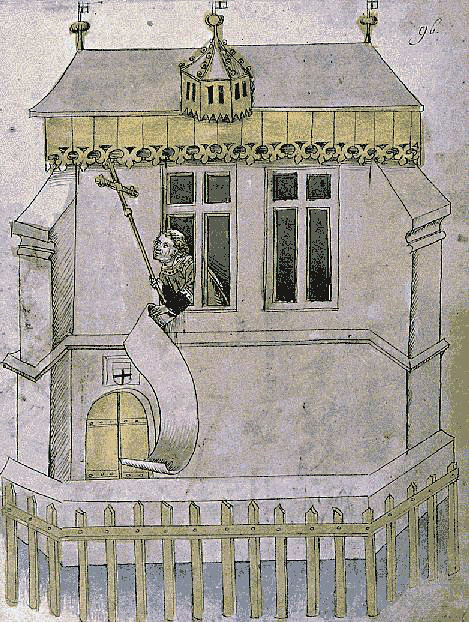
Habemus Papam de 1415

Fue elegido papa el 11 de noviembre de 1417 durante el Concilio de Constanza, en un cónclave que depuso a los antipapas Juan XXIII y Benedicto XIII. Aceptó también la renuncia de Gregorio XII. 
La elección del nuevo papa, que adoptó el nombre de Martín V en honor a Martín de Tours, cuya festividad se celebraba el día de su elección, supuso el fin del Cisma de Occidente.

### El largo viaje a Roma
Después de haber sido elegido, Martín V residió temporalmente en Mantua y Florencia hasta que, en septiembre de 1420, se trasladó a Roma. A su llegada, el pontífice se encontró con una ciudad arruinada y decaída por el periodo de abandono que supuso la pérdida de la sede pontificia, por lo que se esforzó en su levantamiento y restauración, tarea a la que dedicó gran parte de sus energías.

### Proclamación de concilios periódicos
Tras su elección, Martín V sancionó varios decretos del concilio sobre la necesaria reforma de la Iglesia, pero se negó en cambio a reconocer la doctrina conciliarista que había surgido en el concilio y que suponía reconocer la preeminencia de las reuniones conciliares sobre la figura papal. Lo que sí sancionó fue la celebración periódica de concilios, estableciendo un plazo de cinco años entre uno y otro, lo que suponía que el siguiente debería abrirse en 1422. Efectivamente, ese mismo se convocó el Concilio de Siena, que abrió sus sesiones en 1423 en la ciudad de Pavía, pero que tuvo que trasladarse al poco tiempo a Siena por la peste que se había declarado. 
En este concilio, el papa contó con la colaboración de algunas naciones que, intencionadamente o no, buscando sus propios beneficios o la colaboración con el papado, consiguieron impedir que se desarrollase un programa reformista. El concilio cerró sus puertas en marzo de 1424 sin grandes avances. El siguiente fue convocado por él mismo en 1431 en Basilea (según se había establecido en Siena), pero que inició sus sesiones después de su muerte.

### Política exterior
Una vez concluido el Cisma de Occidente, Martín V quiso terminar con el Cisma de Oriente, para lo cual nombró una legación, dirigida por el cardenal español Pedro de Fonseca, que fue a Constantinopla para tratar con el emperador sobre la posible unión de la Iglesia ortodoxa con la Iglesia católica. Tras la muerte del cardenal por accidente, continuó sus esfuerzos en la convocatoria del Concilio de Basilea. También se le debe la firma de los primeros concordatos con las naciones europeas.
Mediante una bula papal emitida el 1 de marzo de 1420, Martín V proclamó a la cristiandad católica una cruzada contra los rebeldes husitas del Reino de Bohemia lo que daría inicio a las guerras husitas donde los herejes fueron finalmente derrotados.
En 1422 promulgó unas nuevas constituciones para la Universidad de Salamanca, en sustitución de las de Benedicto XIII. 
En 1429, nombró obispo de Valencia a Alfonso de Borja.

### Fallecimiento
Martín V falleció el 20 de febrero de 1431, en Roma, a causa de un accidente cerebrovascular. Fue enterrado en la basílica de San Juan de Letrán.

## En la cultura popular
Las Profecías de san Malaquías se refieren a este papa como Corona veli aurei (La corona del velo de oro), cita que hace referencia a que en el escudo de armas de su familia, los Colonna, figura una corona, y al que fue cardenal diácono de San Jorge del Velo de Oro.

## En la ficción
En octubre de 2016, Martín V fue interpretado por el actor Andrea Tidona en la miniserie Medici: Masters of Florence.